# シルビオ・マルソリーニ
シルビオ・マルソリーニ（Silvio Marzolini, 1940年10月4日 - 2020年7月17日）は、アルゼンチン・ブエノスアイレス出身の元サッカー選手、サッカー指導者。アルゼンチン代表であった。ポジションはディフェンダー（左サイドバック）。

## 経歴
1960年にボカ・ジュニアーズに移籍し、5度のリーグタイトルを獲得した。ボカ・ジュニアーズでは通算407試合に出場した。これは歴代3位の出場試合記録である。
アルゼンチン代表として1962 FIFAワールドカップと1966 FIFAワールドカップに出場した。

## タイトル

### 選手
ボカ・ジュニアーズ
- プリメーラ・ディビシオン : 1962, 1964, 1965, 1969N, 1970N
- コパ・アルヘンティーナ : 1969

### 監督
ボカ・ジュニアーズ
- プリメーラ・ディビシオン : 1981M